# Gara Grădiștea
Gara Grădiștea este o gară care deservește satul Grădiștea din Județul Giurgiu, România.
Stația deserveste calea ferată București - Giurgiu De asemenea, aceasta gară este aproape de podul Grădistea
Gara este foarte simplă, doar un peron cu câteva facilități de bază alături de o singură șină modernizată. Stația de tren este de asemenea ridicată.